# Raymond Calame
Pour les articles homonymes, voir Calame (homonymie).
 (juillet 2013).
Si vous disposez d'ouvrages ou d'articles de référence ou si vous connaissez des sites web de qualité traitant du thème abordé ici, merci de compléter l'article en donnant les références utiles à sa vérifiabilité et en les liant à la section « Notes et références ».
Raymond Calame (aussi connu sous le nom de plume de Jean Malac) est un scénariste français de bande dessinée né le 24 novembre 1917 et mort le 18 juin 1991.

## Biographie
Raymond Calame a été rédacteur en chef du Journal de Mickey dans les années 1950 et 1960, à cette époque c'est lui qui attribua le nom de « Balthazar Picsou » au célèbre personnage Disney Uncle Scrooge. Il a notamment été le scénariste des dix premières histoires de la série de bande dessinée Onkr, l'abominable homme des glaces, dont il a été le cocréateur avec le dessinateur Tenas.
Raymond Calame a réalisé une interview de Paul Winkler qui est publiée dans le numéro 1389 du Journal de Mickey daté du 11 février 1979, sous le titre « Pour lui aussi tout a commencé par une souris... ».